# Najem delovne sile
Najem delovne sile (angl. temporary agency worker) je ena izmed fleksibilnih oblik zaposlovanja, ki omogoča podjetju in delavcu hitrejše prilagajanje razmeram na trgu dela. Je posebna oblika zaposlovanja delavcev, ki ga izvajajo za to specializirane kadrovske agencije, ki nastopajo v razmerju najema delovne sile kot uradni delodajalec najetega delavca. Delavec ima sklenjeno pogodbo z agencijo, svoje delo opravlja in je kontroliran s strani naročnika (podjetja).

## Tristransko razmerje
Posredovanje dela ali najem delovne sile predstavlja  tristransko zaposlitveno razmerje med:
- delodajalcem v vlogi katerega nastopa kadrovska agencija, ki je hkrati delodajalec delavcu, čeprav je njena dejavnost izključno zagotavljanje dela pri njej zaposlenih delavcih za potrebe drugih uporabnikov (dejanskih delodajalcev oz. uporabnikov)
- delavcem, ki je zaposlen pri agenciji za zaposlovanje na podlagi pogodbe o zaposlitvi za določen ali nedoločen čas, kontroliran pa je s strani podjetja oz. naročnika
- uporabnikom (organizacija/posamezniki/pravnim subjektom) ki z agencijo sklene komercialni dogovor.

## Nastanek in razvoj
Zaposlovanje preko agencij za začasno zaposlovanje je začelo od leta 1970 hitro naraščati, kar je bil hiter odziv na liberalizacijo trga delovne sile, in odziv na gospodarsko krizo, v kateri so delodajalci zahtevali prilagoditev oblik dela in zaposlovanja tržnim razmeram. Potrebe po fleksibilnosti delovnih razmerij izhajajo iz novih produkcijskih metod, skrajševanja življenjskih ciklov proizvodov, diferenciranega povpraševanja kupcev, povpraševanje delavcev po občasnem delu. Zaradi hitre razširitve najema delovne sile je Mednarodna organizacija dela leta 1997 sprejela Konvencijo o zasebnih agencijah za zaposlovanje, ki je bila spremenjena in leta 2008 v Evropskem svetu sprejeta kot Direktiva 2008/104/ECin ureja delo prek zasebnih agencij za zagotavljanje začasnega dela.

## Možnosti najema delovne sile
Če se podjetje odloči za najem delovne prek kadrovske agencije, ima za to več možnosti :
1. Podjetje delavca najde samo (angl. payrolling), a se delavci zaposlijo preko agencije in za vse ostalo poskrbi agencija (obračun plač, kadrovska administracija, napotitev delavca na zdravniški pregled)
2. Najem delovne sile (angl. outsourcing): Kandidate za delovno mesto poišče agencija, ki z njimi opravi selekcijske razgovore, opravi preizkuse in selekcijo. Pri tej obliki agencija poskrbi za vso ostalo administracijo.
3. Prezaposlitev (angl. outplacement): Agencija po naročilu podjetja odpuščenim delavcem pomaga pri iskanju nove zaposlitve. Za odpuščene delavce agencija organizira delavnice in individualne pogovore, kjer jih analizirajo, pripravijo karierne načrte, pomagajo pri pisanju življenjepisa, jih pripravljajo na razgovore ter iščejo ustrezno zaposlitev.
4. Iskanje in izbor kandidatov (angl. executive search): Kadrovska agencija oz. kadrovska služba po naročilu podjetja prek različnih virov išče in opravi izbor kandidatov, primernih za določeno delovno mesto. Naročnik (podjetje) se nato sam odloči za ustreznega kandidata, ki se zaposli pri podjetju in ne preko agencije.

## Zaposlovanje inZakon o delovnih razmerjihza področja agencij
Najem delovne sile je v Sloveniji razmeroma dobro reguliran. Poleg direktiv EU na  nacionalni ravni področje posredovanja dela ureja tudi Zakon o delovnih razmerjih (ZDR), ki v 2. poglavju z naslovom Pogodba o zaposlitvi med delavcem in delodajalcem, ki opravlja dejavnost zagotavljanja dela delavcem drugemu uporabniku, določa delovanje kadrovskih agencij (ZDR, 57-62. člen).  Za opravljanje te dejavnosti mora delodajalec oz. agencija najprej pridobiti koncesijo (Zakon o urejanju trga dela) za opravljanja dejavnosti, na podlagi katere lahko sklene pogodbo o zaposlitvi z delavcem.  Glavna značilnost te pogodbe je ta, da delavec dela ne bo opravljal za delodajalca, kar je sicer nujna obveznost delavca v pogodbi o zaposlitvi, ampak bo delo opravljal na podlagi delodajalčeve napotitve (tj. napotitve agencije), za druge uporabnike, katerim bo delodajalec (agencija) na podlagi dogovora zagotavljal svoje delavce. Posredovanje dela oz. najem delovne sile torej predstavlja tristransko razmerje med delodajalcem (agencijo), delavcem in uporabnikom. Obravnavana pogodba med delodajalcem (agencijo) in delavcem se lahko sklene za nedoločen ali določen čas. Pred začetkom dela delodajalec in uporabnik skleneta pisni dogovor, v katerem podrobneje določita medsebojne pravice in obveznosti. V skladu s tem dogovorom mora biti delavec z napotitvijo na delo k uporabniku pisno obveščen o pogojih dela, pravicah in obveznostih pri uporabniku (ZDR, 61.člen). Namen tega je zagotoviti, da imajo delavci z začasnim delovnim mestom enako raven varovanja (zdravja in varnosti pri delu), kot ostali delavci v podjetju.  

### Omejitve
Predčasno prenehanje potrebe po delavcu pri uporabniku ne sme biti razlog za prenehanje pogodbe o zaposlitvi, saj bi bilo to nezakonito (ZDR, 58. člen). Delodajalec ne sme napotiti delavca k drugemu uporabniku v naslednjih primerih (ZDR, 57. člen):
- za nadomeščanje stavkajočih delavcev
- po odpuščanju delavcev po programu presežnih delavcev v obdobju enega leta
- če gre za delovna mesta s povečano nevarnostjo, zaradi česar so določeni ukrepi zmanjševanja časovne izpostavljenosti in v možnih drugih primerih.

Pogodbe med delodajalcem in delavcem so časovno omejene in sicer delodajalec ne sme zagotavljati delavca uporabniku neprekinjeno ali s prekinitvami do enega meseca dlje kot eno leto, če gre ves čas za opravljanje istega dela z istim delavcem (ZDR, 59. člen). Med eno in drugo zaposlitvijo mora miniti več kot en mesec. 
Višina plače  in nadomestila je odvisna od dejanskega opravljanja dela pri uporabnikih, upoštevaje kolektivne pogodbe ter splošne akte, ki zavezujejo posameznega uporabnika (ZDR, 60.člen). Posebej je določena 
višina nadomestila plače za čas predčasnega prenehanja dela pri uporabniku. Letni dopust delavec izrablja v skladu z dogovorom med delodajalcem in uporabnikom (ZDR, 62.člen). V 62. členu je razvidno, da so pravice in obveznosti delavca, ki so vezane na opravljanje dela, vezane na uporabnika (čeprav ni njegov delodajalec), hkrati pa ima uporabnik (agencija) določena upravičenja in obveznosti do delavca, čeprav ni njegov pravni delodajalec.

## Najem delovne sile z vidika uporabnika in delavca

### Vidik podjetja
Glavne prednosti, zakaj se podjetja odločajo za najem delovne sile prek agencij so:
- Fleksibilnost, zniževanje stroškov:  Podjetja, pri katerih naročila hitro nihajo in bi bilo vzdrževanje in vpoklic velikega števila delavcev predrag in počasen, se tako lažje prilagodijo naročilom (npr. povečanemu obsegu dela) in sezonskim nihanjem. Kadrovske agencije se lahko hitro odzovejo zaradi nabora iskalcev zaposlitve, ki so prijavljeni pri njih. Podjetja lahko najamejo delovno silo na dnevni osnovi in prav zato podjetjem takšnih delavcev ni potrebno izplačati odpravnine in drugih doplačil, do katerih so upravičeni stalno zaposleni. Poleg tega se lahko podjetje posveti izobraževanju ključnih kadrov, ki so v podjetju stalno zaposleni. [1]
- Zmanjševanje tveganja: Tveganja delovnega razmerja prevzema agencija, saj je podjetje/naročnik v poziciji, ko nima opravka z delovnim razmerjem, ampak gre za pogodbo o poslovnem sodelovanju z agencijo.
- Uporaba posebnega znanja: Podjetje najame specializirane delavce na določenem področju, ki so hitreje na voljo.[2]
- Zniževanje fiksnih stroškov iskanja in selekcije kadrov: S prenosom aktivnosti oglaševanja delovnega mesta, opravljanja zaposlitvenih razgovorov in selekcijo kadrov na agencijo se lahko podjetje bolj osredotoči na svojo dejavnost. Pri tem lahko z minimalnimi obveznostmi najetega delavca preizkusi in spremlja njegovo učinkovitost. [1] Agencije napotijo delavce takoj, ko v podjetju nastane potreba po točno določenem kadru in podjetjem ni treba opravljati dolgih in dragih postopkov najbolj ustreznega kadra.
- Podjetja se posredovanja dela poslužujejo tudi zaradi zamenjave odsotne osebe. Omogoča jim tudi predhodni preizkus delavca (predselekcija).

En izmed negativnih vidikov najema delovne sile za podjetje je cena najema, ki je odvisna od več dejavnikov: težavnost izbora, čas trajanja napotitve, števila delavcev, dolgoročnosti poslovanja z agencijo in dejavnosti podjetja. Vsaka dodana storitev, ki jo za podjetje opravi zaposlitvena agencija, zviša ceno. Ceno lahko zviša tudi krajši najem delovne sile in zalaganje plače s strani agencije.  Pomembni pa so tudi nekateri elementi, ki so prisotni pri stalnih zaposlitvah. Najeti delavci se lahko, ker niso zaposleni, počutijo podjetju manj pripadne, manjvredne in lahko niso dovolj motivirani za opravljanje dela.

### Vidik delavca
Agencije imajo lahko velik pomen za iskalce zaposlitve, saj nudijo možnost za vstop težje zaposljivost skupin na trgu dela, med njimi so delavci, ki so manj izobraženi, iskalci prve zaposlitve, tisti, ki se srečujejo s pomanjkanjem neformalnih omrežij in poznanstev, invalidi in dolgotrajno bolni. Za številne izmed njih delo preko zaposlitvene agencije pomeni korak skozi vrata določene dejavnosti ali podjetja ter možnost stalne zaposlitve. Delavec lahko tako pridobi ustrezno znanje in delovne izkušnje, kar povečuje njegovo produktivnost in možnosti na trgu dela. Drugi motivi za delo prek agencij, ki so povezani z delom in kariero, so dodaten zaslužek, lažje usklajevanje zasebnega življenja s poklicnim z možnostjo opravljanja fleksibilnih del. 
Kljub nekaterim pozitivnim vidikom dela preko začasnih agencij, nekateri delavci menijo, da je takšna zaposlitev nezanesljiva in nestabilna ter včasih povezana z nižjim plačilom. Britanski delavci so bili v raziskavi  manj zadovoljni z naravo svojega dela kot drugi zaposleni. Precej manj so poročali o zadovoljstvu glede možnosti napredovanja, varnosti zaposlitve in plačila za delo v primerjavi s stalno zaposlenimi. Raziskave  zadovoljstva najetih delavcev v Franciji in na Nizozemskem pa kažejo, da so najeti delavci na splošno zadovoljni z delom, prepoznali so celo svoj povečan status zaposljivosti preko dela za določen čas ter bili zadovoljni s stopnjo nadomestil.